# 1162
| 1162               |
| ------------------ |
| Dødsfald - Fødsler |
|                    |

| Gregoriansk kalender | 1162 MCLXII             |
| Ab urbe condita      | 1915                    |
| Armensk kalender     | 611 ԹՎ ՈԺԱ              |
| Kinesiske kalender   | 3858 – 3859 辛巳 – 壬午 |
| Etiopisk kalender    | 1154 – 1155             |
| Jødisk kalender      | 4922 – 4923             |
| Hindukalendere       |                         |
| - Vikram Samvat      | 1217 – 1218             |
| - Shaka Samvat       | 1084 – 1085             |
| - Kali Yuga          | 4263 – 4264             |
| Iransk kalender      | 540 – 541               |
| Islamisk kalender    | 557 – 558               |

Konge i Danmark: Valdemar den Store enekonge fra 1157-1182
Se også 1162 (tal)

## Begivenheder
- Frederik Barbarossa ødelægger Milano, som havde trodset kejseren styre.
- Valdemar 1. den Store aflægger lensed til kejser Barbarossa